# Rozchodnik wielki

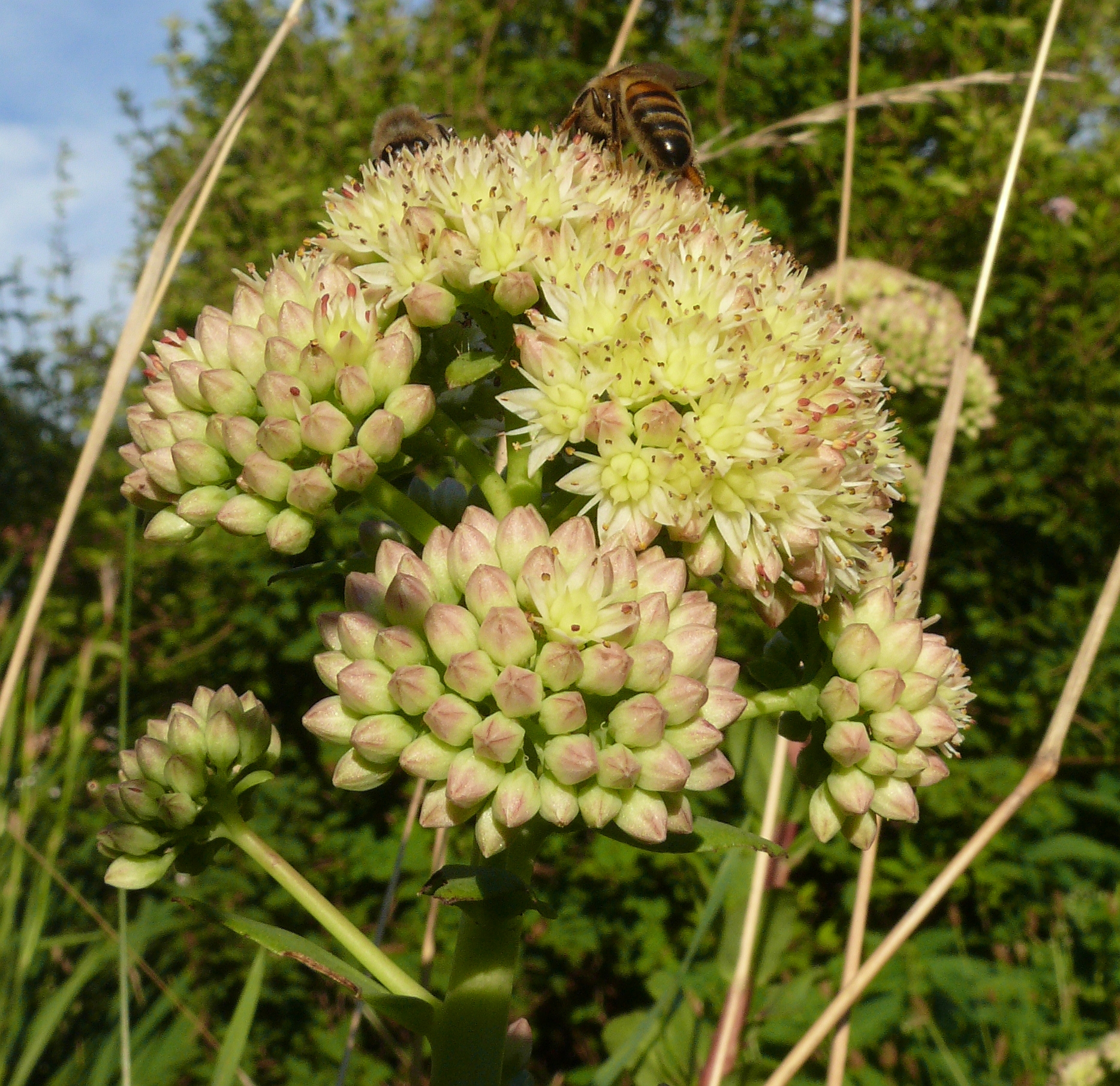
Kwiatostan

Rozchodnik wielki (Hylotelephium maximum (L.) Holub) – gatunek rośliny z rodziny gruboszowatych. Występuje w niemal całej Europie (bez krańców zachodnich – Portugalii, Wysp Brytyjskich i Islandii), poza tym w Azji Mniejszej i zachodniej Syberii. W Polsce rozpowszechniony w całym kraju. Rośnie na suchych murawach i przydrożach.

## Morfologia
ŁodygaWzniesiona, mięsista, często o czerwonawym zabarwieniu, dorastającą do 60 cm wysokości.
LiścieMięsiste, płaskie, duże, jajowate bez ogonków, nierówno ząbkowane. Ułożone w okółkach po trzy lub naprzeciwległe. Górne liście sercowatą nasadą na wpół obejmują łodygę.
KwiatyO barwie żółtej, zielonożółtej czasami białej lub jasnoróżowej. Zebrane w duże, gęste, rozgałęzione i zwarte baldachy. Kwiaty promieniste, 5-krotne, pręciki o brudnożółtych pylnikach są dłuższe od płatków.
OwoceWielonasienne torebki (mieszki).
KorzenieBulwiaste, zgrubiałe.

## Biologia i ekologia
Bylina, geofit, hemikryptofit. Kwitnie od lipca do września. Związana z sucholubnymi murawami o dużej przepuszczalności wody, porastającymi wapienne zbocza oraz okolice piarżysk. Występuje w górach do wysokości 1800 m n.p.m. Rośnie na glebach suchych, kamienistych, piaszczystych chętnie z zawartością wapnia. Rozchodnik wielki jest sukulentem, rośnie na podłożu suchym o dużej przepuszczalności, dlatego ze względu na niedobory wody przystosował się do trudnych warunków, gromadząc zapasy wody w liściach i łodygach.
Roślina żywicielska dla gąsienic motyli: niepylaka apollo i modraszka orion.

## Zastosowanie
- Roślina ozdobna: Jest jednym z rzadziej u nas uprawianych rozchodników. Nadaje się do ogrodów skalnych oraz do ogrodów naturalistycznych. Jako sukulent jest wytrzymały na suszę. Gleba nie musi być żyzna, ale nie może być stale podmokła. Może być uprawiany z nasion, najłatwiej jednak rozmnażać go z sadzonek, lub przez podział rozrośniętej kępy.
- Roślina lecznicza: intensywnie wykorzystywana była w ziołolecznictwie ludowym przy chorobach reumatycznych.
- Sztuka kulinarna: stosowana w kuchni ludowej, z młodych soczystych pędów i liści przyrządzano sałatki.

## Obecność w kulturze
Rozchodnik cieszył się dużą popularnością wśród górali pienińskich. Wierzono, że jego korzeń zawieszony między łopatkami na nitce lub rzemyku chroni przed bólami reumatycznymi. W dzień św. Jana zrywano roślinę i wieszano między powałą a belkami. Jeśli ziele długo pozostawało zielone, wróżyło to domownikom długie życie i pomyślność.